# Lithocarpus oleifolius
Lithocarpus oleifolius A.Camus – gatunek roślin z rodziny bukowatych (Fagaceae Dumort.). Występuje naturalnie w Wietnamie oraz Chinach (w Guangdong i Kuangsi, a także południowych częściach Fujian, Kuejczou, Hunanu i Jiangxi). 

## Morfologia
PokrójZimozielone drzewo dorastające do 8–15 m wysokości.
LiścieBlaszka liściowa jest owłosiona od spodu i ma kształt od podługowatego do lancetowatego. Mierzy 8–16 cm długości oraz 2–4 cm szerokości, jest całobrzega, ma klinową nasadę i spiczasty wierzchołek. Ogonek liściowy jest owłosiony i ma 10–15 mm długości.
OwoceOrzechy o kulistym kształcie, dorastają do 20–25 mm średnicy. Osadzone są pojedynczo w miseczkach o kulistym kształcie, które mierzą 26–32 mm średnicy. Orzechy otulone są w miseczkach do 75–100% ich długości.

## Biologia i ekologia
Rośnie w lasach mieszanych. Występuje na wysokości od 500 do 1200 m n.p.m. Kwitnie od sierpnia do września, natomiast owoce dojrzewają od października do listopada.